# Neuroleon pulchellus
Neuroleon pulchellus är en insektsart som först beskrevs av Banks 1911.  Neuroleon pulchellus ingår i släktet Neuroleon och familjen myrlejonsländor. Inga underarter finns listade i Catalogue of Life.